# J.A. Martin (explorateur)
Pour les articles homonymes, voir J.A. Martin.
J.A. Martin (né André Paul Martin à Paris le 20 août 1911 et mort en mer le 21 octobre 1949) est un explorateur polaire français, l’un des instigateurs, avec Robert Pommier et Yves Vallette, du retour de la France en terre Adélie en 1950.

## Biographie

### Origines et formation
André Paul Martin naît à la maternité de Port-Royal (14e arrondissement de Paris) le 20 août 1911. Son père, Hippolyte (dit Paul) Martin, est photographe, fils d'un bijoutier et d'une blanchisseuse ; sa mère, née Alice Bouchu, est téléphoniste, fille d'un compteur-mireur d'œufs et d'une fruitière originaire du Loiret ; la famille habite rue de Turbigo, dans le 3e arrondissement. À l'école publique de la rue du Bourg-l'Abbé toute proche, André est noté comme un « élève intelligent, poli [et] studieux ». Il y obtient son certificat d'études à l'âge de onze ans, et poursuit sa scolarité à l'école primaire supérieure Turgot pour y préparer des concours.

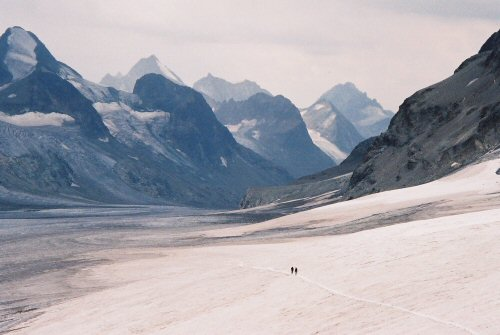
Aspect de la « Haute Route », parcourue par J.A. Martin en avril 1939 (glacier d'Otemma, Suisse).

La famille Martin déménage à Clamart en 1927. Débutant dans la vie comme comptable, André se prend « à rêver d'évasion vers les solitudes neigeuses », et il devance l'appel pour effectuer son service militaire à Gap au 11e bataillon de chasseurs alpins. En 1933, il est suffisamment bon skieur pour rallier Briançon à Nice, tout comme il le fera en avril 1939 en allant de Chamonix à Zermatt par la Haute Route.   
À l'issue de son service militaire, il se trouve embauché comme secrétaire-greffier au Palais de justice,,. Dès ses débuts dans le journalisme de sport en 1936, il adopte le surnom de « J.A. » qui ne le quittera plus, sans que personne connaisse au juste sa signification. Snobant ceux qu'il appelle les « pistards » — les adeptes du ski de piste et des remontées mécaniques —, ses articles dans l’hebdomadaire Sports d'hiver militent pour une pratique éclairée du ski de randonnée.

### Le Club alpin français
Lorsque éclate la Seconde Guerre mondiale, Martin est mobilisé dans un régiment d'infanterie à Lons-le-Saunier. Pendant l'Occupation, il œuvre au sein de la section parisienne du Club alpin français (CAF), où il anime un « groupe cyclo-campeur » qu'il emmène régulièrement en excursion. En 1944, il constitue avec Robert Pommier et Yves Vallette, deux camarades du CAF, un groupe baptisé « G.F.A. » (pour « Groupe Froid et Altitude  »), avec l'intention « d'aller, dès la guerre finie, explorer les régions froides ou montagneuses du globe ».
Il est à la Libération l'un des fondateurs du Bleausard, un périodique satirique sur l'escalade, et on le retrouve à Chamonix dès août 1945 comme conseiller technique d'Alain Pol qui tourne l'Appel des cimes, avec dans les rôles principaux Pierre Allain, Jacques Poincenot et Guy Poulet, trois des plus brillants alpinistes français de l'époque,. C'est là son premier contact avec le monde du cinéma.  
Il renonce en 1946 à son poste de secrétaire-greffier au Palais de justice pour se consacrer à l’écriture d’articles dans diverses revues de loisirs. De 1946 à 1948, Martin fait aussi partie du comité de direction de la section parisienne du CAF, organisant durant cette période plusieurs courses sur glacier dans les Alpes autrichiennes qu’il fréquente depuis 1935,. À cette même époque, il partage rue Croulebarbe un appartement avec sa grand-mère maternelle octogénaire.

### Le «Spitz»
La région peu explorée du nord du Spitzberg avait retenu initialement l'attention du G.F.A.  Mais la plupart des membres du groupe renoncent finalement, et les trois fondateurs se retrouvent seuls à vouloir aller au bout du projet. Ils parviennent cependant à nouer des contacts scientifiques, entre autres avec  le général Perrier, président de la Société de géographie, qui accepte de patronner l'expédition.

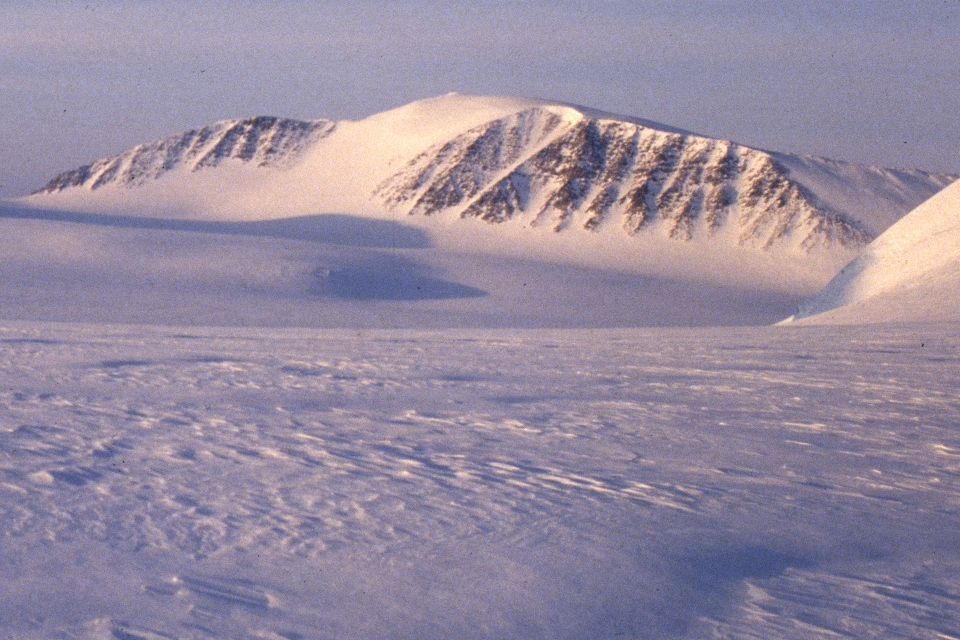
Face sud-ouest du Newtontoppen.

En mai 1946, Martin, Pommier et Vallette se mettent en route pour le Spitzberg. Ils parviennent à embarquer à bord d’un contre-torpilleur de la Marine nationale qui part célébrer le sixième anniversaire de la bataille de Narvik. Un remorqueur norvégien coopératif les emmène ensuite à Longyearbyen, avant qu'une vedette militaire ne les dépose dans la baie du Petunia, tout au fond du Billefjord.
Au cours de l'été 1946, ils créent l'exploit en parcourant 500 km à ski à travers la Nouvelle-Frise et la terre Margareta, les régions les moins connues du nord-est du Spitzberg. Attelés à un traîneau, ils gravissent le mont Newton (Newtontoppen), point culminant de l'île, d'où ils repèrent un autre sommet qui leur semble plus élevé. Ils le baptisent « mont Général-Perrier » (Perriertoppen), du nom de leur patron mort quelques mois plus tôt. Ils atteignent le cap Fanshawe, tout au nord de la terre Margareta, avant de revenir à leur camp de base de la baie du Petunia,.

### La terre Adélie

#### Genèse du projet

Carte de la terre Adélie dressée en 1840. La future base de Port-Martin sera implantée au voisinage du.

De retour à Oslo, les « Trois du Spitz » sont intrigués par un article de journal norvégien trouvé dans un caniveau : la revendication territoriale sur la terre Adélie décrétée par la France en 1924 y est contestée par la Norvège, sous le prétexte que la France n'y a pas repris pied depuis sa découverte par Jules Dumont d'Urville en 1840. Cela incite Martin, Pommier et Vallette à organiser une expédition de reprise de possession. Pommier, qui s'est occupé des chiens de traîneau de Paul-Émile Victor après sa traversée du Groenland en 1936, renoue le contact avec l'explorateur, et l'idée d'un projet d'expédition en Antarctique fait son chemin. En février 1947, la fondation des Expéditions polaires françaises (E.P.F.) par Victor va permettre de le réaliser.

#### Expédition TA 2
Victor, qui prépare pour l'été 1948 une nouvelle expédition au Groenland, délègue à André-Frank Liotard, l'une des quatre personnes qui l’épaulent initialement, le soin d'organiser la deuxième expédition antarctique française en terre Adélie (TA 2). Embauché aux E.P.F. dès janvier 1948, Martin devient vite la cheville ouvrière de TA 2 : secondant Liotard, il « trouve dans la préparation de [la mission] un magnifique champ d'action pour son dynamisme et son expérience ».

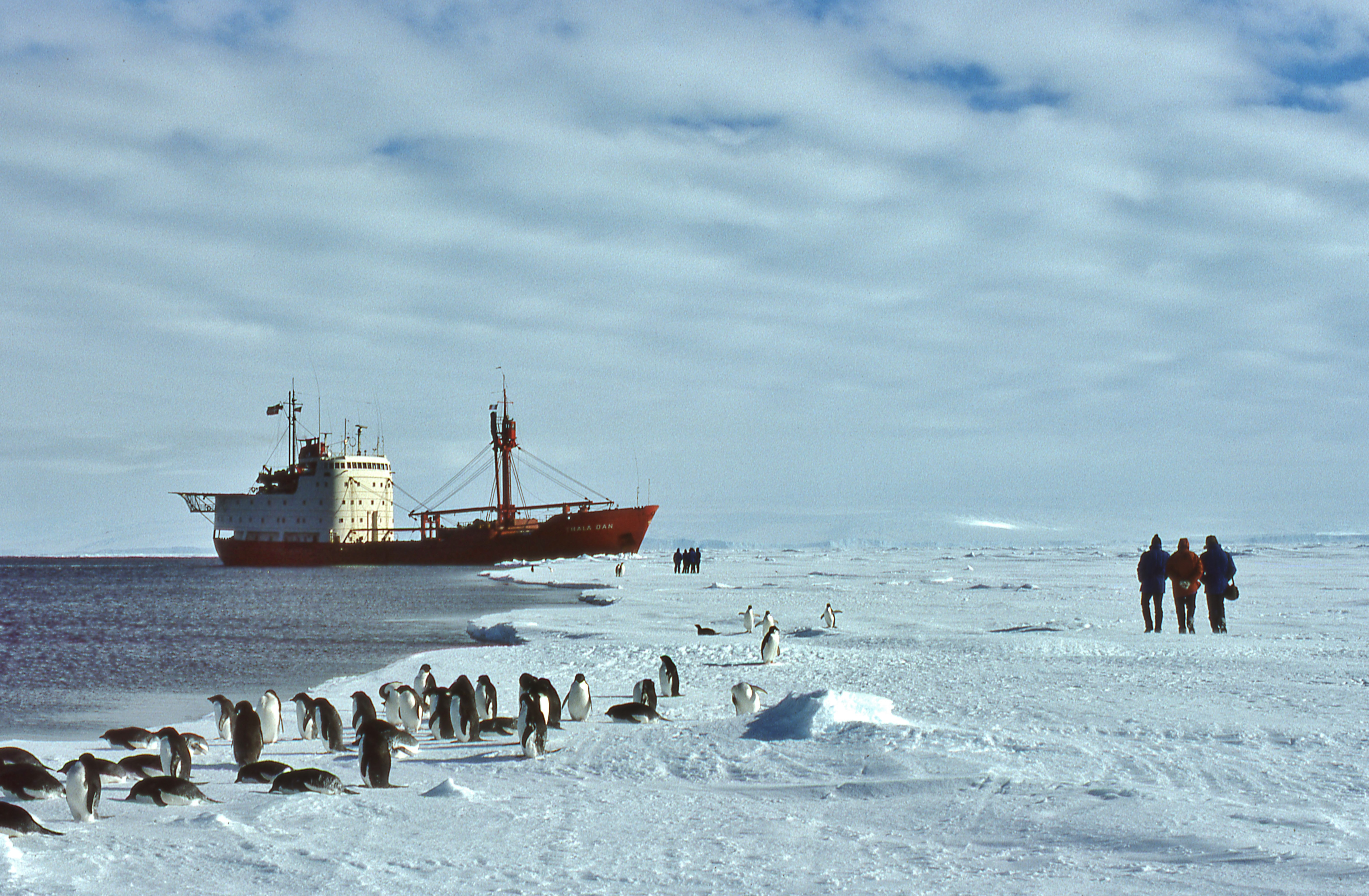
Banquise compacte de fin d’hiver, épaisse de plus de deux mètres, n’autorisant l’accès au continent antarctique qu’aux seuls brise-glace.

Après un départ fâcheusement retardé par le mauvais état du Commandant Charcot, un ancien mouilleur de filets anti-sous-marins américain converti en navire polaire, l'expédition TA 2 quitte Brest le 26 novembre 1948. Elle compte au total 62 personnes, dont 11 doivent débarquer et hiverner. Les « Trois du Spitz » font bien sûr partie de ce dernier groupe : Pommier est chargé des chiens, des raids en traîneaux et de la photographie ; Vallette de la topographie ; Martin du cinéma et de l'intendance. Mais l'état des glaces en cet été austral 1948-1949 s'avère désastreux, et le navire, bloqué par 70 km de banquise, ne peut atteindre la côte antarctique,. Ce qui est manifestement un échec sera qualifié par les E.P.F. d'« expédition préparatoire ».

#### Expédition TA 3
Le 20 septembre 1949, et malgré une hypertension jugée alarmante par les médecins, Martin embarque à nouveau sur le Commandant Charcot avec l’expédition TA 3. Il ne verra malheureusement jamais la terre Adélie : le 21 octobre 1949,  
alors que le navire se trouve à 500 km au nord-ouest du Cap, Martin succombe à une hémorragie cérébrale. Son corps est débarqué au Cap, où il est enterré quatre jours plus tard,.
Pour Robert Guillard, qui a côtoyé Martin au siège parisien des E.P.F. alors qu'il se préparait lui-même à partir au Groenland, celui-ci « gardait ses distances, ignorant le clan des “nordistes” ». De leur côté, Vallette et Pommier se souviennent de lui comme d'un compagnon dévoué qui « n’aimait vivre que “pour” les autres ». Martin a traversé le Spitzberg avec « [de] vieux skis tout usés, son veston de ville et sa cravate », disant qu’il ne fallait pas se prendre trop au sérieux. Il n'avait pas son pareil pour choisir infailliblement un itinéraire en montagne, sans jamais mettre en danger les centaines de personnes qu'il a pu guider à travers les Alpes françaises, suisses, italiennes et autrichiennes. 
Un film de Luc-Marie Bayle (Commandant Charcot Terre Adélie 1949) retrace le voyage du Commandant Charcot au cours de l'été austral 1949-1950.

## Citation
À Pommier s’étonnant de la chance qui ne semblait jamais le quitter : « Mon vieux, la chance, ça se fabrique sur une enclume, à grands coups de marteau. »

## Distinctions
- Citation à l'ordre de la Nation (18 mars 1952[40])
- Chevalier de la Légion d'honneur à titre posthume (4 avril 1952[41])

## Postérité

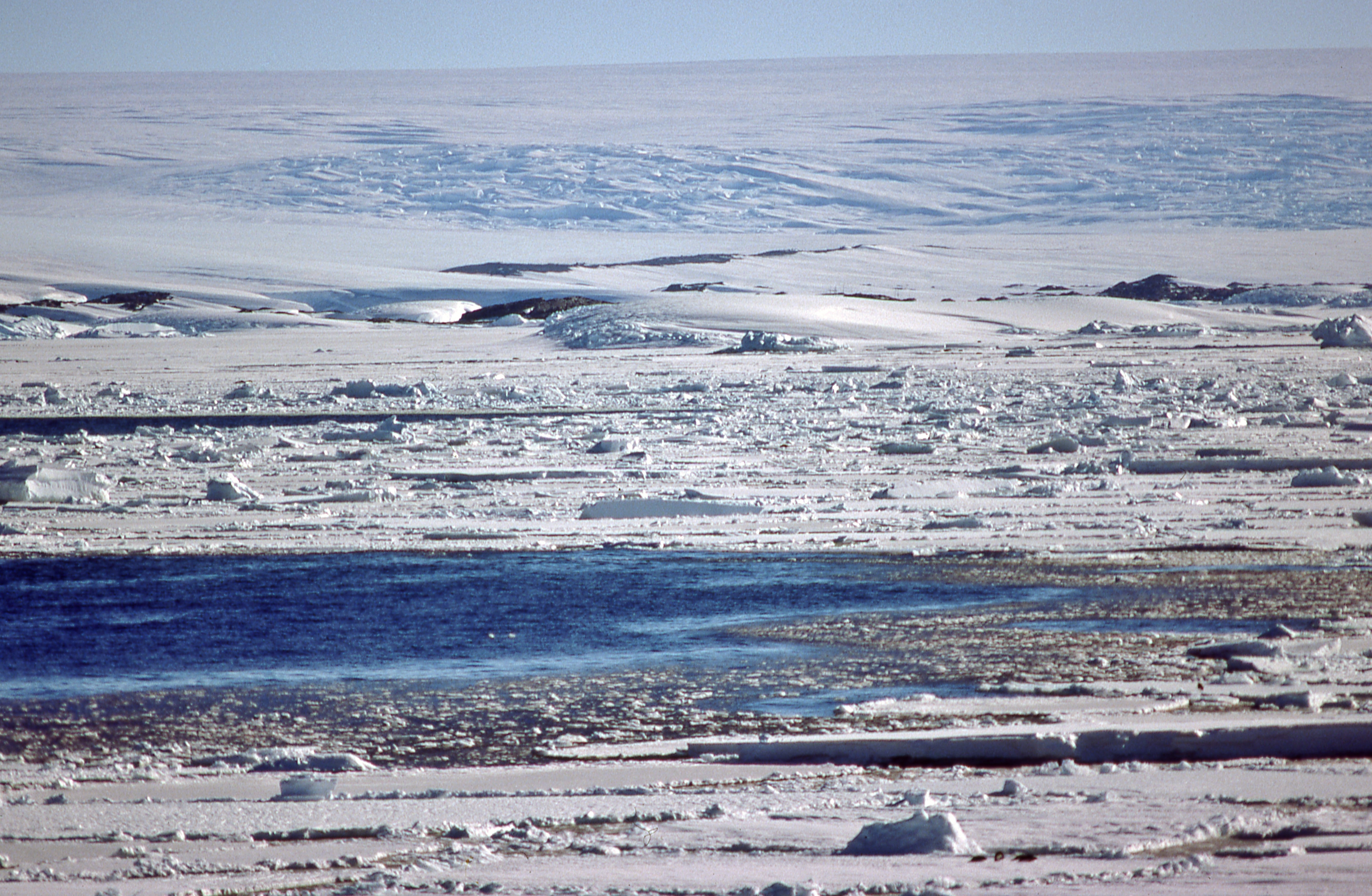
Pack lâche de début d’été devant la côte antarctique au voisinage de Port-Martin.

- Trois mois après sa mort, et après accord du ministre de la France d'Outre-mer, la première base scientifique française établie en terre Adélie en janvier 1950 est baptisée Port-Martin[42]. Ravagée par un incendie en janvier 1952, Port-Martin est désormais un site historique de l'Antarctique.

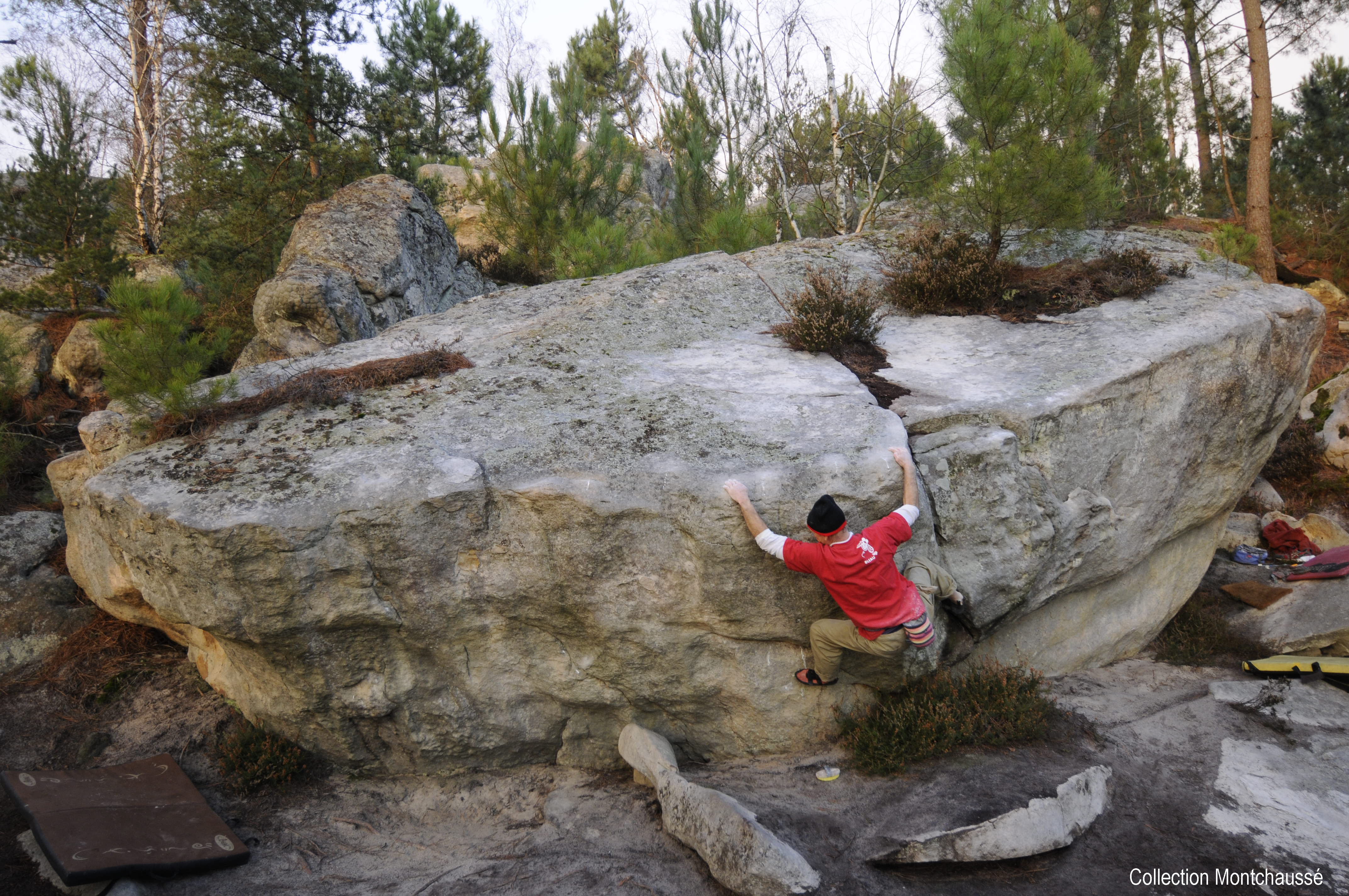
Un aspect des blocs de grès de la forêt de Fontainebleau à la J.A. Martin.

- Depuis 1950, en mémoire de son engagement associatif au sein de la section parisienne du CAF, les « rochers J.A. Martin », dans le massif des Trois-Pignons (forêt de Fontainebleau), portent désormais son nom[43] : ils constituent la partie ouest du « rocher Cailleau », une zone présentant de nombreux blocs et chaos gréseux. On y trouve sept circuits d'escalade, du facile à l'extrêmement difficile, sur plus d'une centaine de blocs[44],[45]. L'endroit est familièrement dénommé « le [massif] J.A. Martin » ou « la [piste] J.A. Martin ».

- En mai 1950, le collège Turgot (Paris 3e), fréquenté par J.A. Martin dans les années 1920, a donné son nom à la promotion 1949[46].

- En 1962, le Norsk Polarinstitutt a baptisé Martinkollen (« la colline Martin » en norvégien) un petit nunatak situé sur le flanc est du glacier Chydenius (sud de la Nouvelle-Frise, au Spitzberg)[47]. Le Martinkollen est à proximité immédiate du Valetteknausen[note 6], un autre nunatak de 1 020 m d'altitude[48], tandis que le Pommierryggen est une crête montagneuse qui leur fait face, sur le flanc ouest du même glacier[49]. Les trois explorateurs de 1946 se trouvent ainsi réunis dans un rayon de moins de 2 km[50].

- En 1999, pour le cinquantième anniversaire de sa mort, un timbre de l'administration postale des Terres australes et antarctiques françaises (4 F bleu, noir et blanc, no 239 Yvert et Tellier) a commémoré le rôle de J.A. Martin dans le retour de la France en Antarctique[51].